# Rödinghausen
Rödinghausen is een plaats en gemeente in de Duitse deelstaat Noordrijn-Westfalen, gelegen in de Kreis Herford. De gemeente telt 9.728 inwoners (31 december 2020) op een oppervlakte van 36,27 km².
Rödinghausen ligt aan de rand van het Wiehengebergte en heeft de status van Luftkurort. 

## Plaatsen in de gemeente Rödinghausen
- Bieren
- Bruchmühlen, incl.:
  - Westkilver
- Ostkilver
- Rödinghausen-dorp (zetel van het gemeentebestuur)
- Schwenningdorf, incl.:
  - Neue Mühle

### Bevolkingscijfers en oppervlakte perOrtsteil

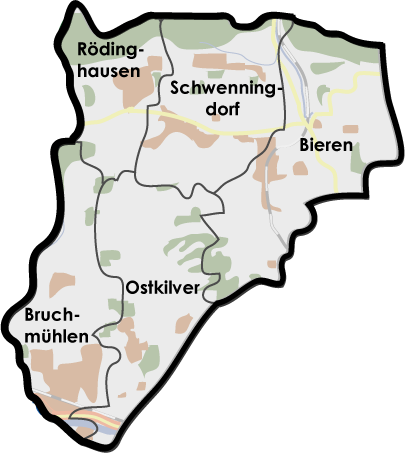
Ortsteile van Rödinghausen
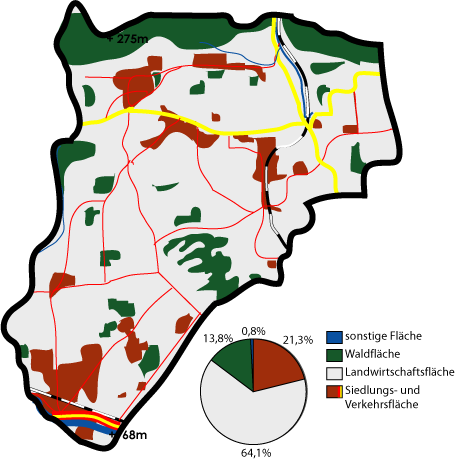
Grondgebruik: rood = bebouwing, groen = bos, wit = landbouwgrond, zwart-witte streep = spoorlijn, gele en geel-rode strepen zijn hoofdwegen.
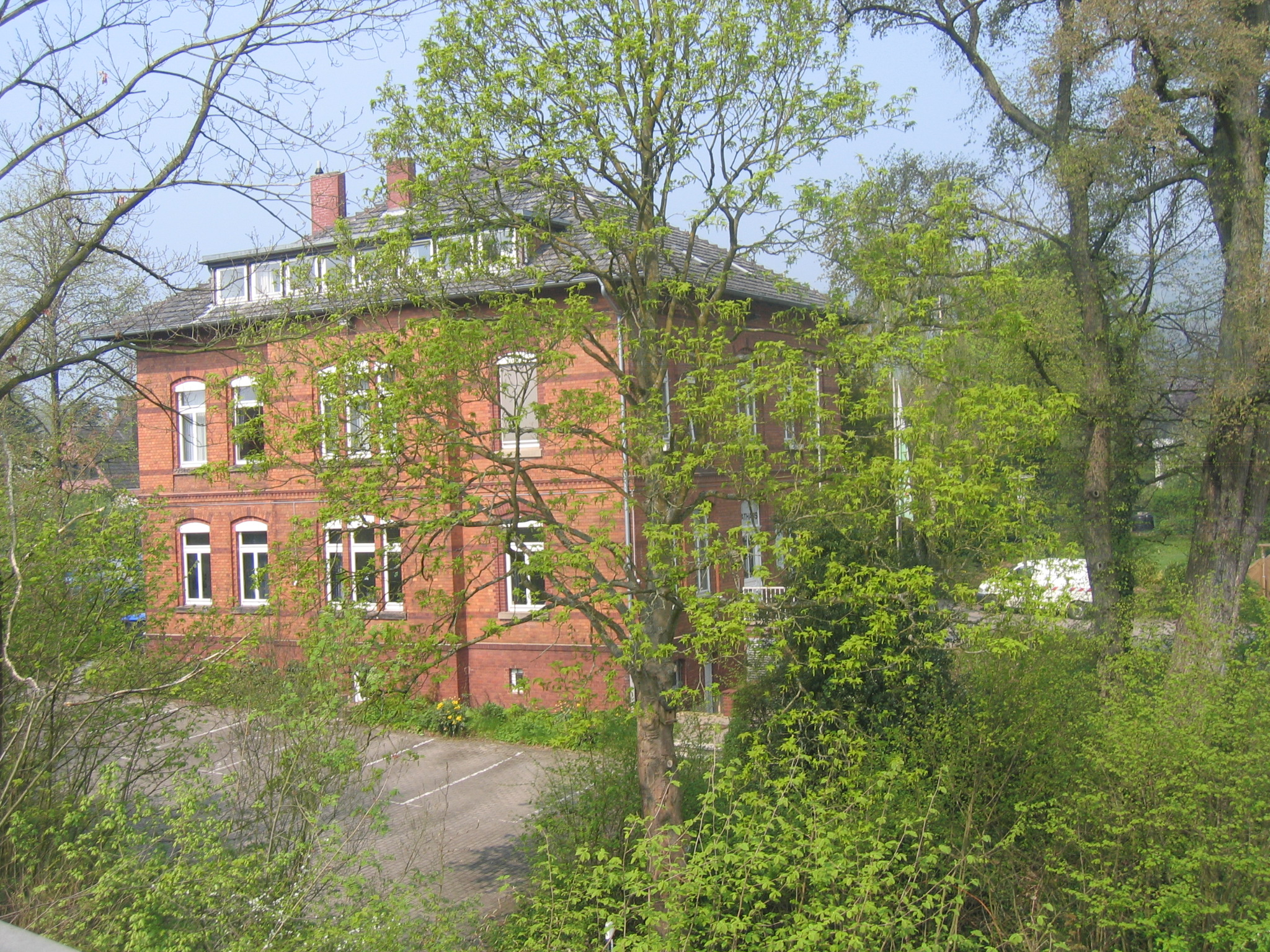
Gemeentehuis van Rödinghausen

Een actueel bevolkingscijfer, uitgesplitst per Ortsteil, is niet bekend.  Actuelere, nauwkeurige gegevens dan ten tijde van de gemeentelijke herindeling van 1 januari 1969 zijn niet beschikbaar, met uitzondering van een ongedateerde, vermoedelijk uit de jaren 1980 stammende opgave op de gemeentelijke website, die voor de gemeente een totaal bevolkingscijfer van 10.553 personen vermeldt. Mogelijkerwijs zijn tweede-woningbezitters in dit cijfer inbegrepen.  De onderstaande tabel is hierop gebaseerd. De grootste helft van de bevolking is evangelisch-luthers.
| Ortsteil          | Aantal inwoners | Oppervlakte |
| ----------------- | --------------- | ----------- |
| Rödinghausen-dorp | 1.644           | 4,554 km²   |
| Bruchmühlen       | 3.378           | 6,798 km²   |
| Bieren            | 1.299           | 9,544 km²   |
| Ostkilver         | 1.876           | 7,926 km²   |
| Schwenningdorf    | 2.356           | 7,449 km²   |
| Totaal:           | 10.553          | 36,27 km²   |

## Geografie, infrastructuur

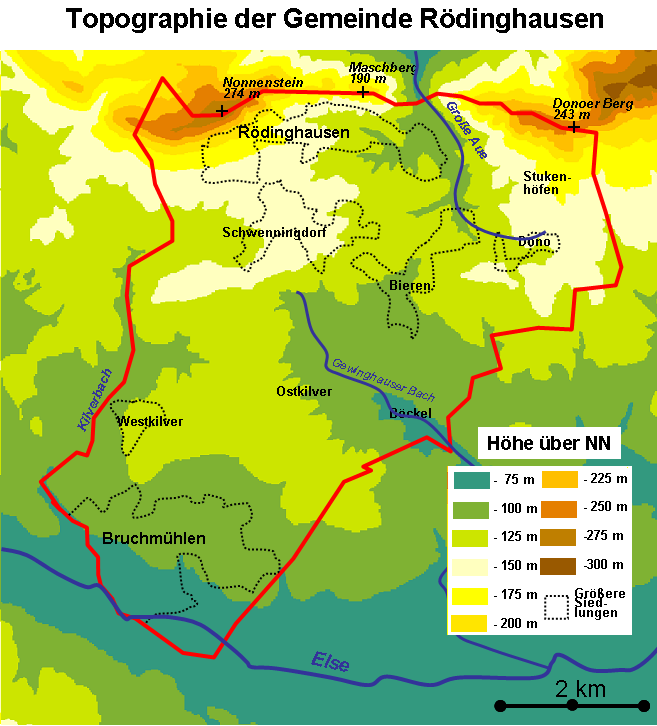
Reliëfkaart gemeente Rödinghausen
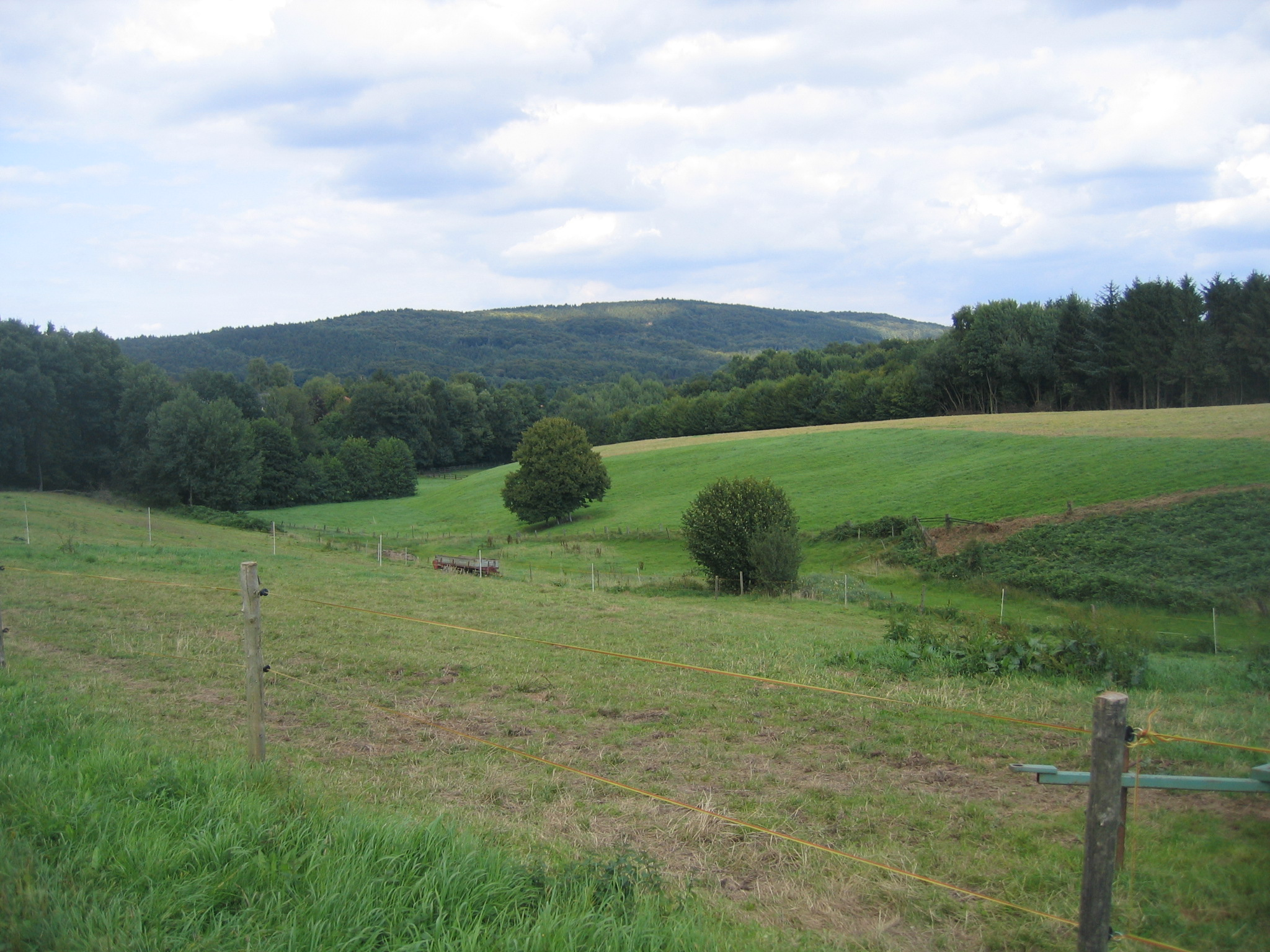
Een zgn. Siek (vochtige laagte) bij Schwenningdorf
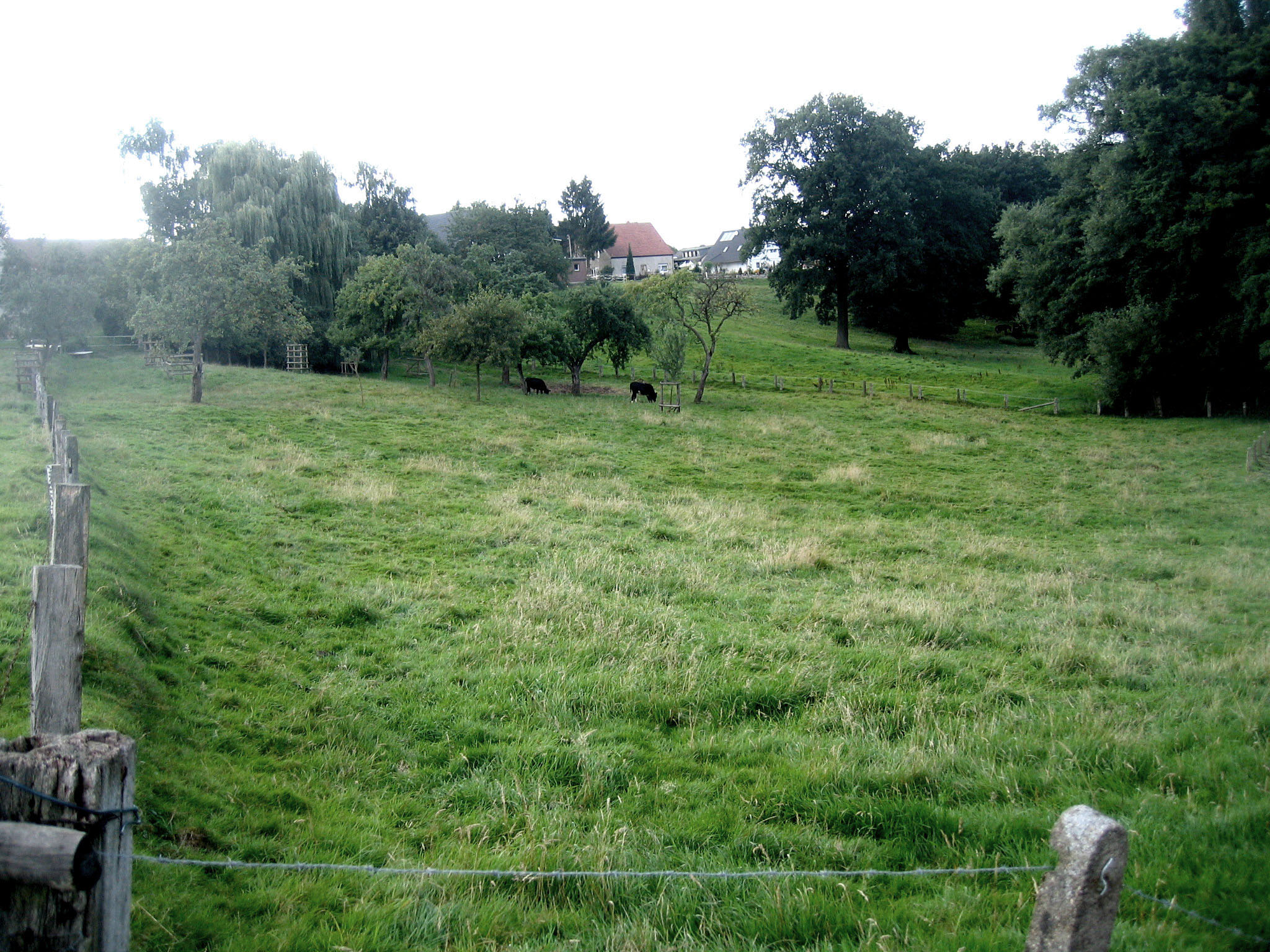
Een (zie de sporen van plaggen steken links) door de mens uitgediepte Siek bij Dono
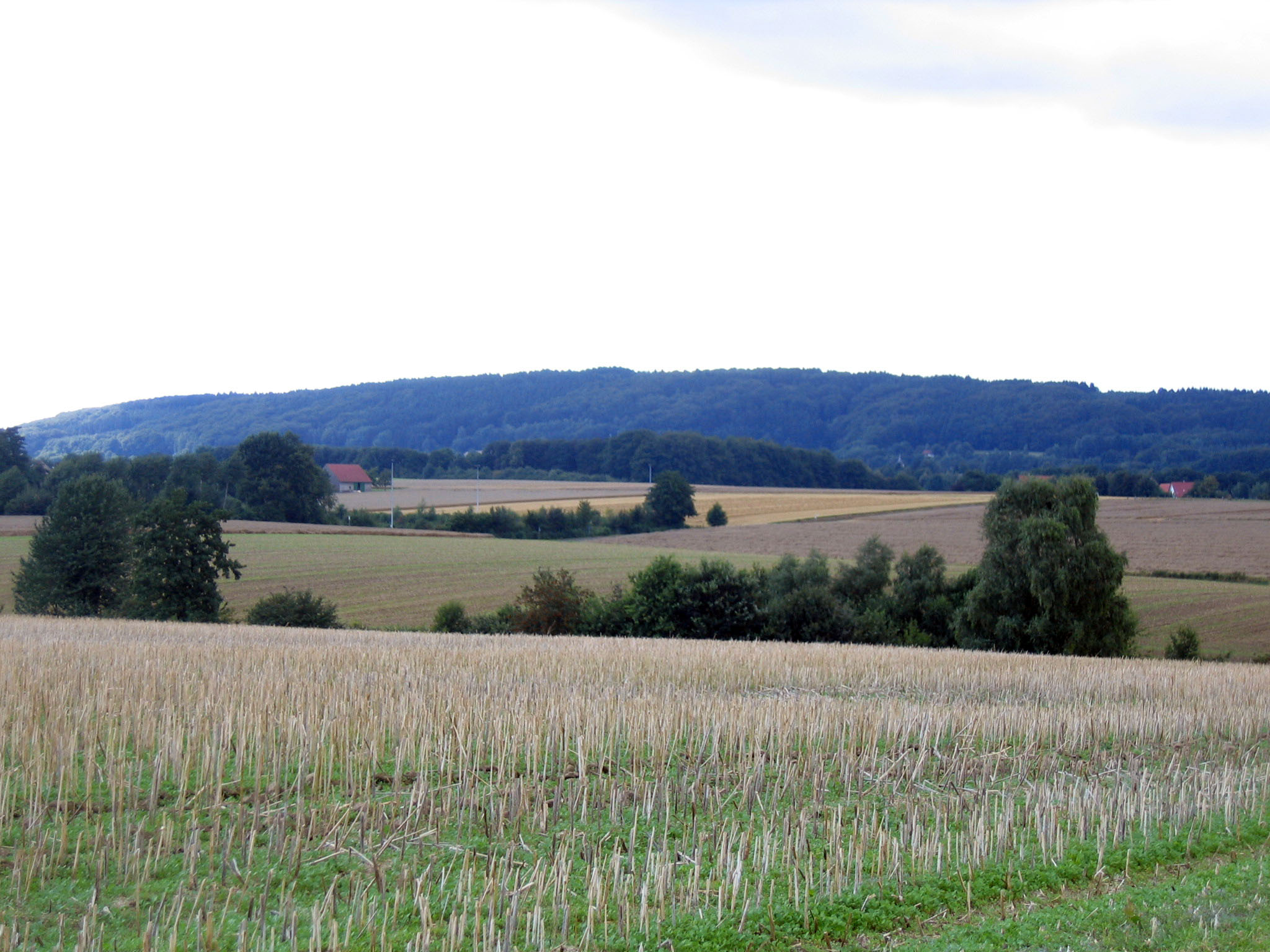
Gezicht op de berg Nonnenstein

Rödinghausen ligt ten dele in het Wiehengebergte (hoogste top in het noordwesten van de gemeente: de Nonnenstein, 274 meter boven zeeniveau). De bij Dono, een gehucht van Bieren, ontspringende Große Aue stroomt in een doorbraakdal deze bergrug door, noordwaarts naar Preußisch Oldendorf en Rahden.
Het zuidelijke deel van de gemeente wordt tot het vlakkere gebied van de Ravensberger Mulde gerekend. In het zuidelijke grensgebied stroomt de rivier de Else.
Onder andere in de Ravensberger Mulde komen vochtige laagtes voor, die Siek genoemd worden; dit begrip is ook zeer vaak in dorps-, veld-, boerderij- en persoonsnamen terug te vinden. In het verleden zijn sommige van deze Sieke nog dieper gemaakt om aangrenzende akkers tegen wateroverlast op te hogen, of om de gestoken plaggen voor andere doelen te gebruiken (varkensvoer, en daarna, vanuit het varkenshok, bemesting van akker of moestuin). De voor graanverbouw te vochtige Sieke dienden dan vaak als weiland. 
De westgrens van de gemeente wordt gevormd door de Kilverbach. De oevers van deze ecologisch waardevolle beek, en de directe omgeving daarvan, vormen een smal, langgerekt  wetland-natuurreservaat, dat, op enkele plekken aan wandel- en fietsroutes na, niet bezocht en betreden kan worden.

### Buurgemeentes
- Bünde in het zuidoosten; zie ook onder Bruchmühlen, waar de rivier de Else de gemeentegrens vormt
- Melle in het westen en zuidwesten
- Preußisch Oldendorf in het noorden (aan de andere kant van het Wiehengebergte).
- Hüllhorst in de Kreis Minden-Lübbecke: een korte grenslijn bij Bieren-Dono in het uiterste noordoosten.

### Wegverkeer
Afrit 26 van de Autobahn A30, onderdeel van de internationale weg, die o.a. Amsterdam, Berlijn en Moskou met elkaar verbindt, ligt in het uiterste zuidwesten van Bruchmühlen. Van hier kan men, noordwaarts rijdend, de andere delen van de gemeente Rödinghausen via diverse binnenwegen bereiken.

### Openbaar vervoer

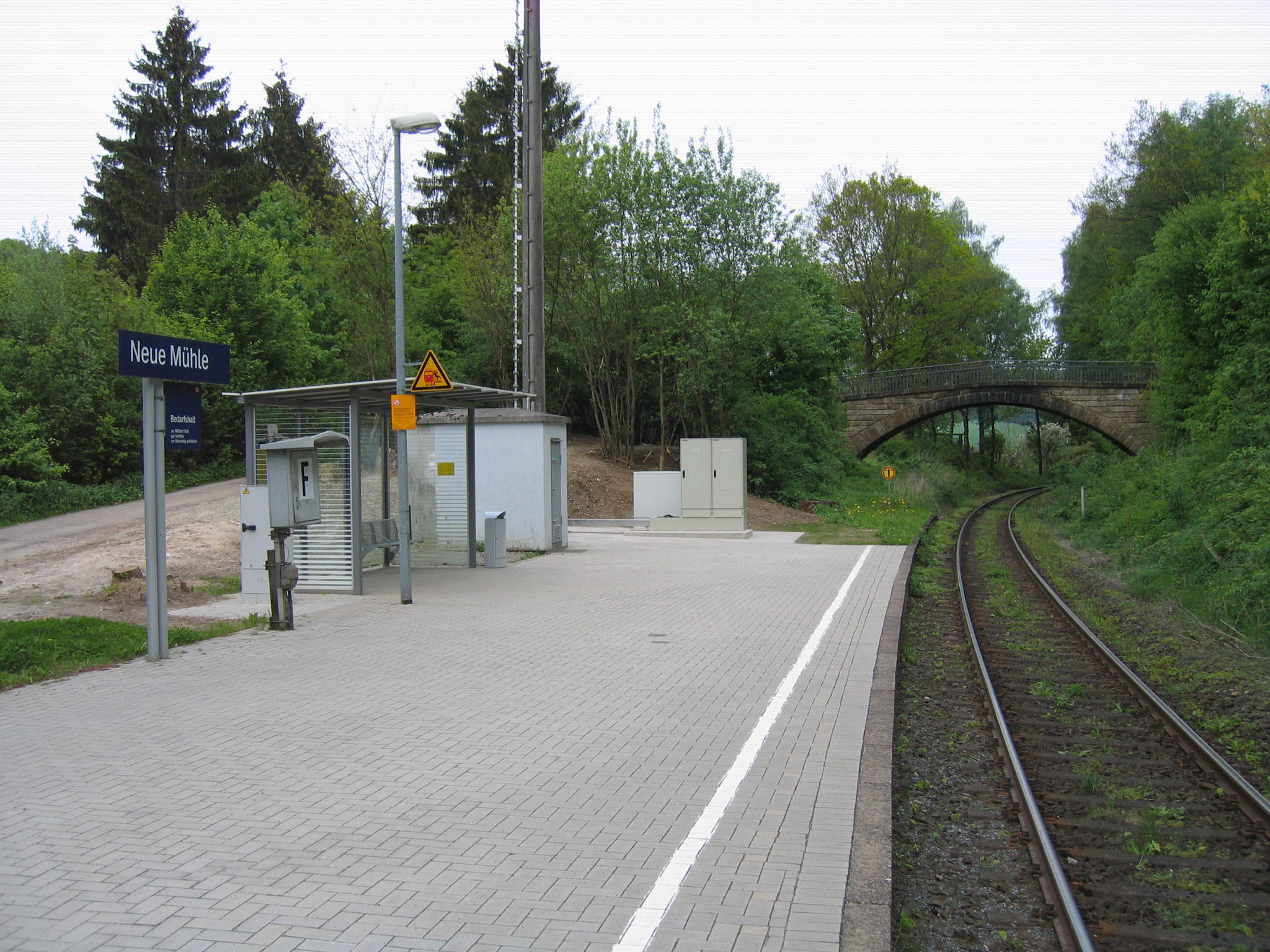
Station Neue Mühle

In de gemeente liggen aan de spoorlijn Bünde-Rahden twee spoorwegstations of -haltes:
- Station Bieren-Rödinghausen, in Bieren, 7 km ten noorden van Station Bünde
- Station Neue Mühle bij Schwenningdorf, 3 km verder noordelijk.

Station Bruchmühlen  aan de spoorlijn Löhne-Osnabrück bevindt zich op maar 100 meter over de grens van Noordrijn-Westfalen en Nedersaksen op Meller grondgebied in de Siedlung Steinbrink.
Het busverkeer is beperkt tot twee lokale schoolbus- en taxibuslijnen, die (afgezien van op maandag t/m vrijdag 1 rit 's morgens vroeg en 1 rit rond 20.00) buiten kantooruren niet rijden. In de gemeente wordt zeer veel gefietst, zowel door de inwoners als door bezoekers.

## Economie
In Ortsteil Schwenningdorf staat de grote fabriek van Hacker Küchen, de op twee na grootste keukenfabrikant van Duitsland. Er werkten eind 2020 1.855 mensen bij dit bedrijf, dat verreweg de grootste werkgever in de gemeente is. De onderneming heeft veel invloed op het culturele en verenigingsleven in de gemeente, met name door ruimhartige sponsoring van evenementen, sportclubs e.d.. Een kleinere keukenfabriek met 300 werknemers, Ballerina op de grens van Bruchmühlen en Ostkilver, exporteert het grootste deel van haar producten naar landen buiten Europa.

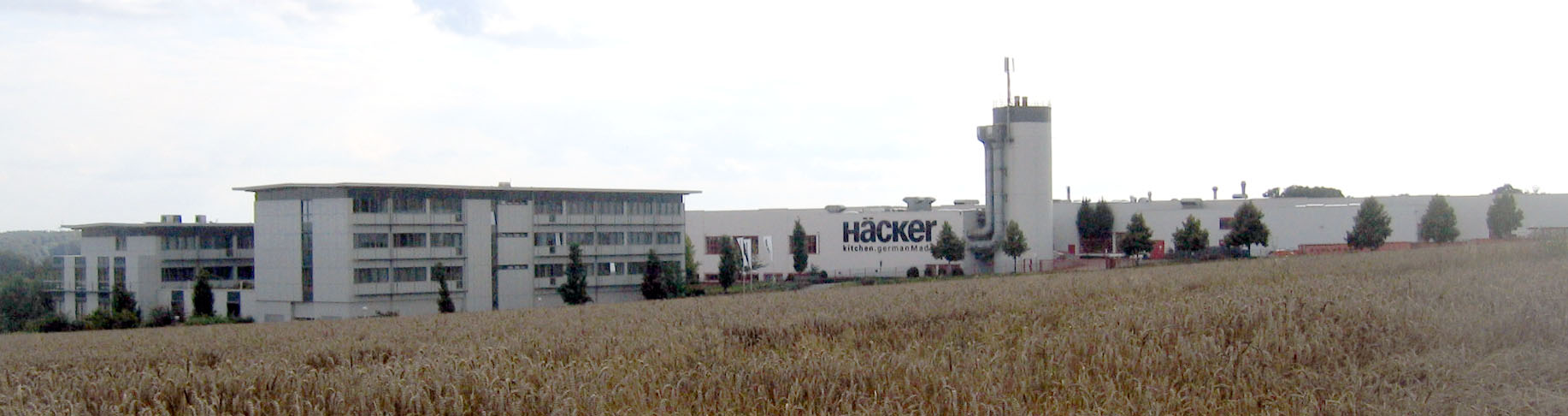
Fabriek van Häcker (keukens)

Te Westkilver (Bruchmühlen) wordt klei uit de grond opgedolven. Deze dient als grondstof voor een plaatselijke steenfabriek.
Sedert ongeveer 1980 promoot de gemeente het toerisme in sterke mate, o.a. met de leus Aan de zonzijde (namelijk: aan de -minder regenrijke- zuidflank van het Wiehengebergte). Met succes werd de status van Staatlich anerkannter Luftkurort nagestreefd, en er kwamen kuurvoorzieningen. Ook de verblijfsaccommodatie (veel pensions en kleine hotels; een jeugdherberg in Rödinghausen-dorp; campings en vakantiehuisjesparken) werd sterk uitgebreid, evenals de sportfaciliteiten.
In de gemeente wonen veel mensen, die een werkkring te Bünde of Lübbecke hebben.

## Geschiedenis
Zie ook de artikelen over de afzonderlijke dorpen van de gemeente. Ook de historische uiteenzetting, die onder Ravensberger Mulde, hoofdstuk: Bevolking, vermeld staat, is op Rödinghausen van toepassing.
In het gebied woonden in de eerste eeuwen van de jaartelling de Germaanse Cherusken, en vanaf circa 300-500 de ten tijde van Karel de Grote tot het christendom bekeerde Engeren. Het historisch belangrijke Haus Kilver, waar de latere dorpen West- en Ostkilver naar genoemd zijn, bestond wellicht reeds ten tijde van Karel de Grote, en kan hebben toebehoord aan een vazal van Karel, die dit gebied van hem in leen ontving. De eerste schriftelijke vermelding dateert van het jaar 851. Er ontstond een kasteel, waarvan de heren in de middeleeuwen invloed in de regio uitoefenden. Het kasteel raakte, nadat de toenmalige eigenaar in 1820 failliet was gegaan, in verval. Grote delen ervan zijn gesloopt. Het huidige Haus Kilver is nog slechts een grote, voor publiek niet toegankelijke, boerderij.
De periode van de huisnijverheid in de textielsector (linnenweverij) begon hier kort voor of rond 1500. Deze nijverheid ging rond 1840 door concurrentie van elders en mechanisering teloor. Bij de Reformatie in de 16e eeuw ging de bevolking massaal, en blijvend, over naar de lutherse geloofsrichting.
Van de middeleeuwen tot 1614 behoorde Rödinghausen tot het Graafschap Ravensberg, dat toen opging in Brandenburg-Pruisen. Daarna was het gebied deel van het Koninkrijk Pruisen en vanaf 1871 van het Duitse Keizerrijk. In de 18e en 19e eeuw konden enkele rijke boeren zich boerderijgebouwen met luxueus versierde gevels permitteren, waarvan er enige bewaard zijn gebleven.
Van ca. 1840-1860 was er grote armoede en vaak misoogst of hongersnood, velen uit Rödinghausen gingen emigreren naar de Verenigde Staten. Vanuit het naburige Bünde ontwikkelde zich daarna de tabaksnijverheid, met name de productie van sigaren. In de periode tot 1945 overheerste een politiek conservatieve, rechtse gezindheid, hoewel het nationaalsocialisme in Rödinghausen, ondanks veel aanhang ervoor, niet zeer fanatiek was.
Direct na de Tweede Wereldoorlog nam de bevolking in aantallen met 20 à 25% toe, door de immigratie van Heimatvertriebene Duitsers, afkomstig uit o.a. het aan Polen toegewezen Silezië en Oost-Pruisen. Rond 1950 begon, door diverse oorzaken, de sigarenmakerij in de regio te kwijnen. De producenten van houten sigarenkistjes stapten over op het maken van meubels; daaruit ontwikkelde zich de tot op heden belangrijke bedrijfstak van de keukenproductie. Per 1 januari 1969 ontstond de huidige gemeente Rödinghausen door de samenvoeging van de erin gelegen dorpen, die voordien kleine, zelfstandige gemeenten waren.
Het Britse Rijnleger beschikte van 1952 tot 1993 over een grote kazerne te Ostkilver, ruim een kilometer ten noordoosten van de spoorlijn Löhne - Rheine.  Na het vertrek van de Britse militairen werd de kazerne gesloopt en het terrein gesaneerd. Er werd een bedrijventerrein voor midden- en kleinbedrijf voor in de plaats ingericht.

## Bezienswaardigheden

### Kuurbedrijf
Rödinghausen heeft de status van luchtkuuroord (Staatlich anerkannter Luftkurort). Het Kur- und Sportzentrum Wiehen-Park ten oosten van het Kurpark in Rödinghausen is een groot gebouwencomplex, waar zowel toeristen, kuurgasten als inwoners van de plaats vaak naartoe gaan om er allerlei sport (o.a. tennis en squash) te bedrijven, en wellness te ondergaan, o.a. in de sauna en het zwembad.
In het dorpscentrum is een kuurpark aangelegd. Zoals in de meeste Duitse kuuroorden is er ook te Rödinghausen, ten westen van het kuurpark,  een multifunctioneel, maar vooral de informatievoorziening dienend, gebouw met de benaming Haus des Gastes (met concertzaal). De activiteiten, die door de gemeente Rödinghausen sterk worden gestimuleerd, zijn nordic walking (24 uitgezette routes), "gewoon" wandelen, fietsen en mountainbiken. Deze activiteiten worden als integraal onderdeel van het kuren beschouwd.

### Monumentale gebouwen
- Haus Kilver
- Kasteel Haus Böckel, locatie van talrijke, doorgaans echter slechts voor een beperkte groep van genodigden toegankelijke, culturele evenementen, bruiloften en handelsbeurzen (o.a. voor de keukenbranche). Rond Kerstmis vonden t/m 2019 jaarlijks een grote kerstmarkt en enige andere, cultureel getinte kerst-evenementen plaats, die voor een ruimer publiek openstonden. Het kasteelpark bevat een fraaie beeldentuin. Het kasteel is particulier bewoond, en is, evenals de in het gebouwencomplex aanwezige kleine musea[2], en de omliggende parken en tuinen, afgezien van de bovengenoemde evenementen, niet te bezoeken.
- De evangelisch-lutherse St. Bartholomeüskerk te Rödinghausen werd rond 1300 gebouwd, in de 16e eeuw in de stijl der gotiek gerenoveerd en rond 1890 verder uitgebreid. Het bezienswaardige, overwegend 16e-eeuwse interieur omvat o.a. een altaarstuk, een crucifix en een zeldzame, in 1598 gedrukte bijbel, met tekst in het Nederduits.
- De  evangelisch-lutherse St. Michaëlskerk te Westkilver (Bruchmühlen) is eveneens bezienswaardig. Aan de uit 1471 daterende gotische zijkapel werd in 1904 een grote, neogotische aanbouw en in 1930 een kerktoren toegevoegd. Binnen in de kerk bevinden zich enige liturgische voorwerpen en kunstwerken uit de 15e- 18e eeuw.

### Natuurschoon
- Het Wiehengebergte in het noorden van de gemeente, waar veel wandel- en fietsroutes doorheen lopen, en waar o.a. een tochtje naar de top van de heuvel Nonnenstein, vanwege het fraaie uitzicht, de moeite loont. Op de Nonnenstein staat een in 1897 gebouwde, 14 meter hoge, stenen uitzichttoren.

### Evenementen en overige
- Rödinghausen kent een levendige traditie rond het carnaval.
- Zie hierboven onder Kasteel Haus Böckel.

## Afbeeldingen

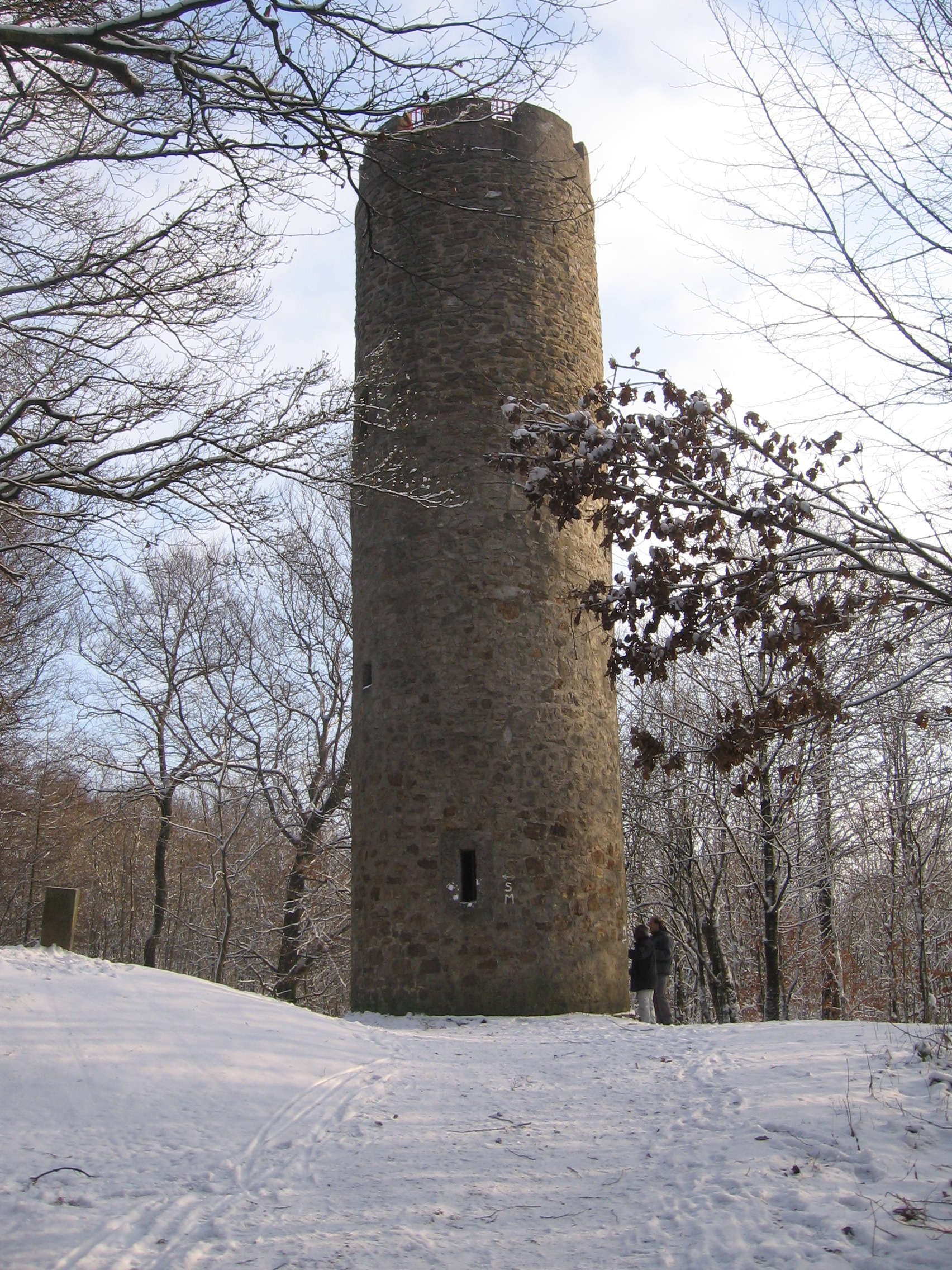
Uitzichttoren op de Nonnenstein
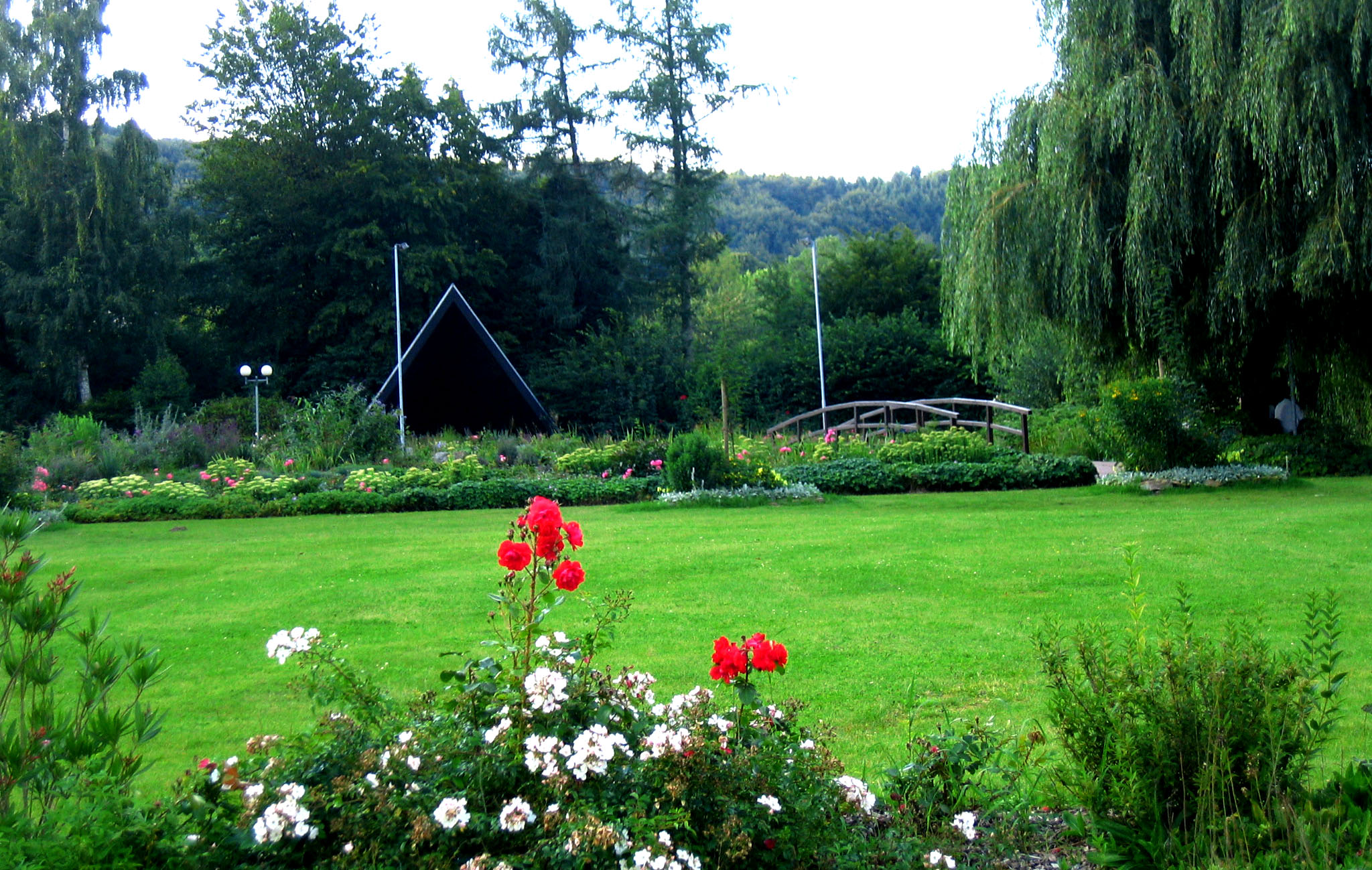
Kuurpark
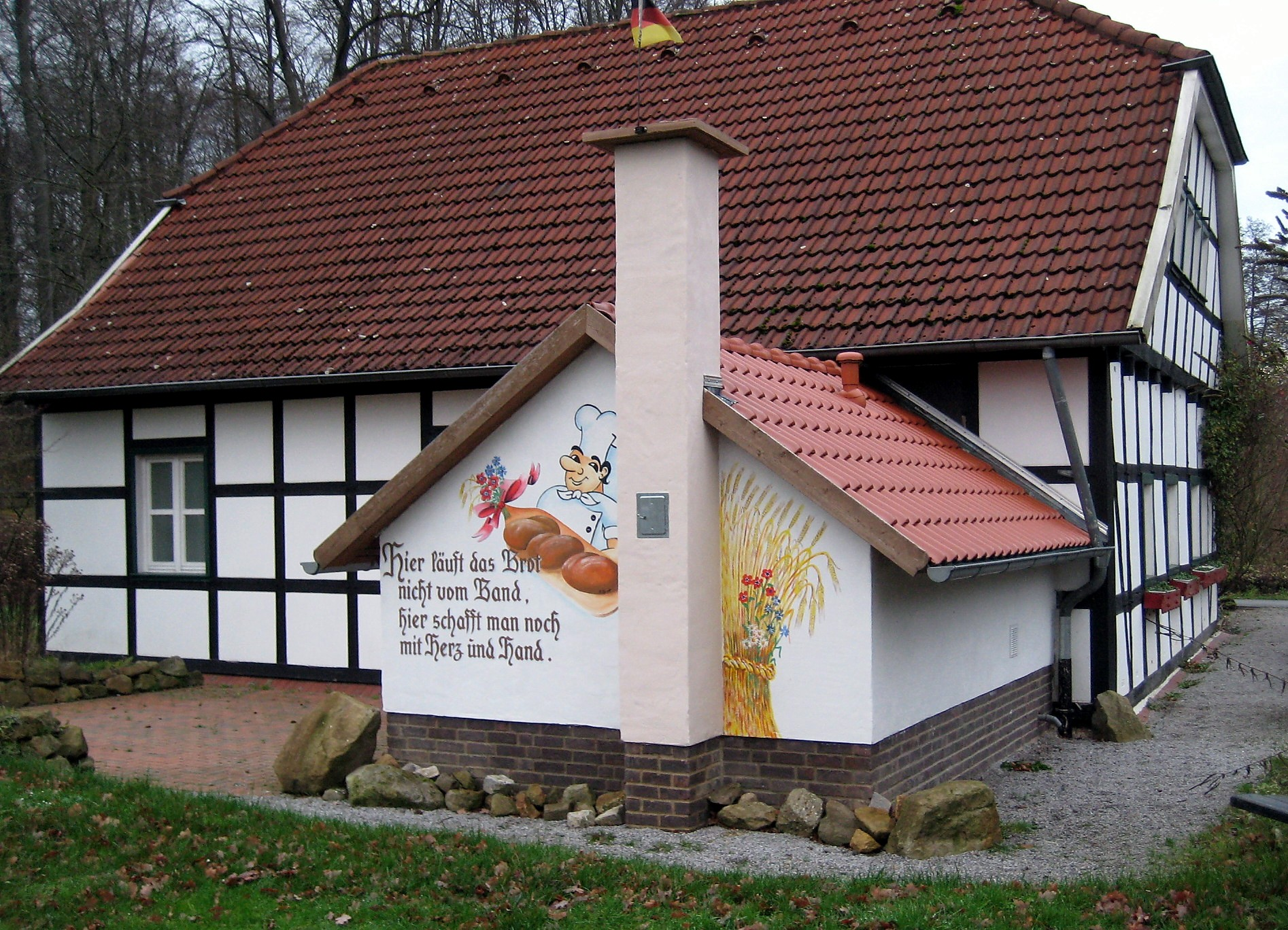
Bakkerij Zur Wehme in het kuurpark
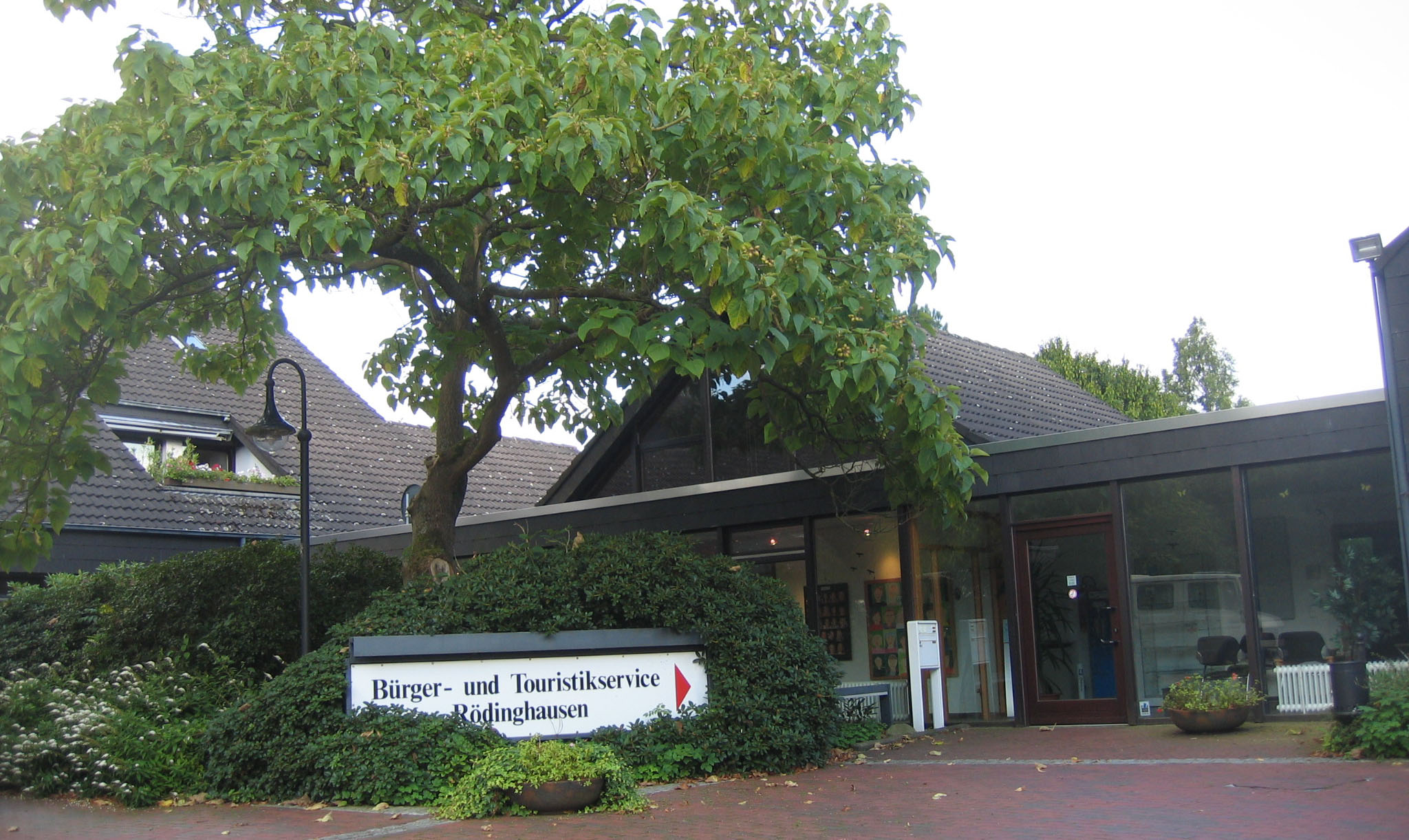
Het Haus des Gastes
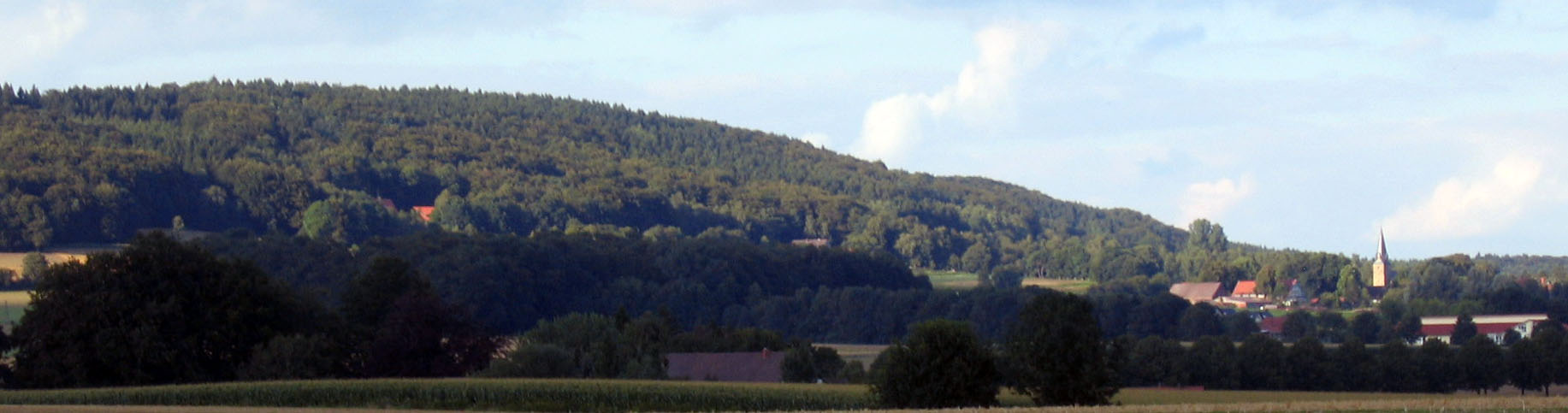
Gezicht op Rödinghausen
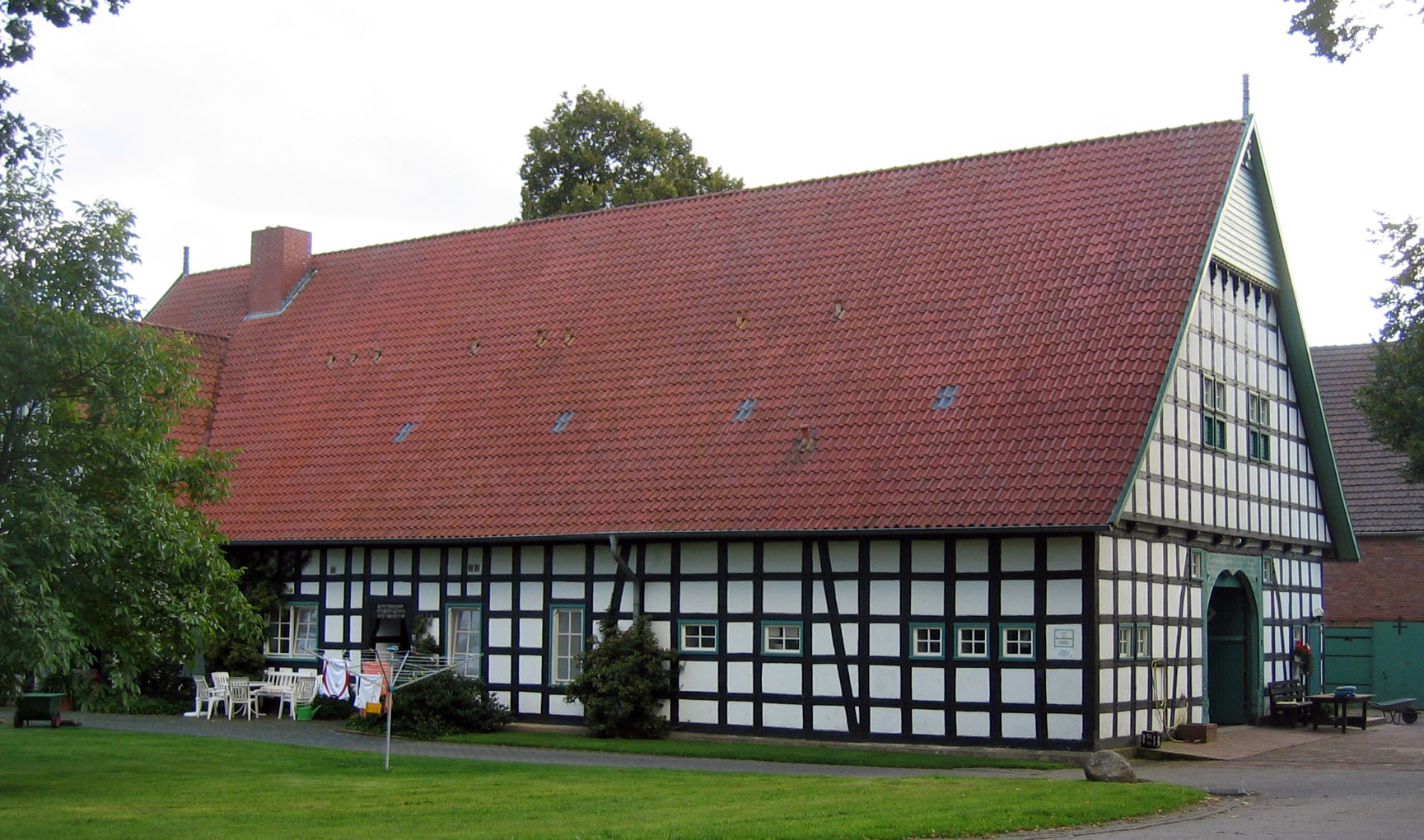
De Oberschulte-boerderij midden in Rödinghausen
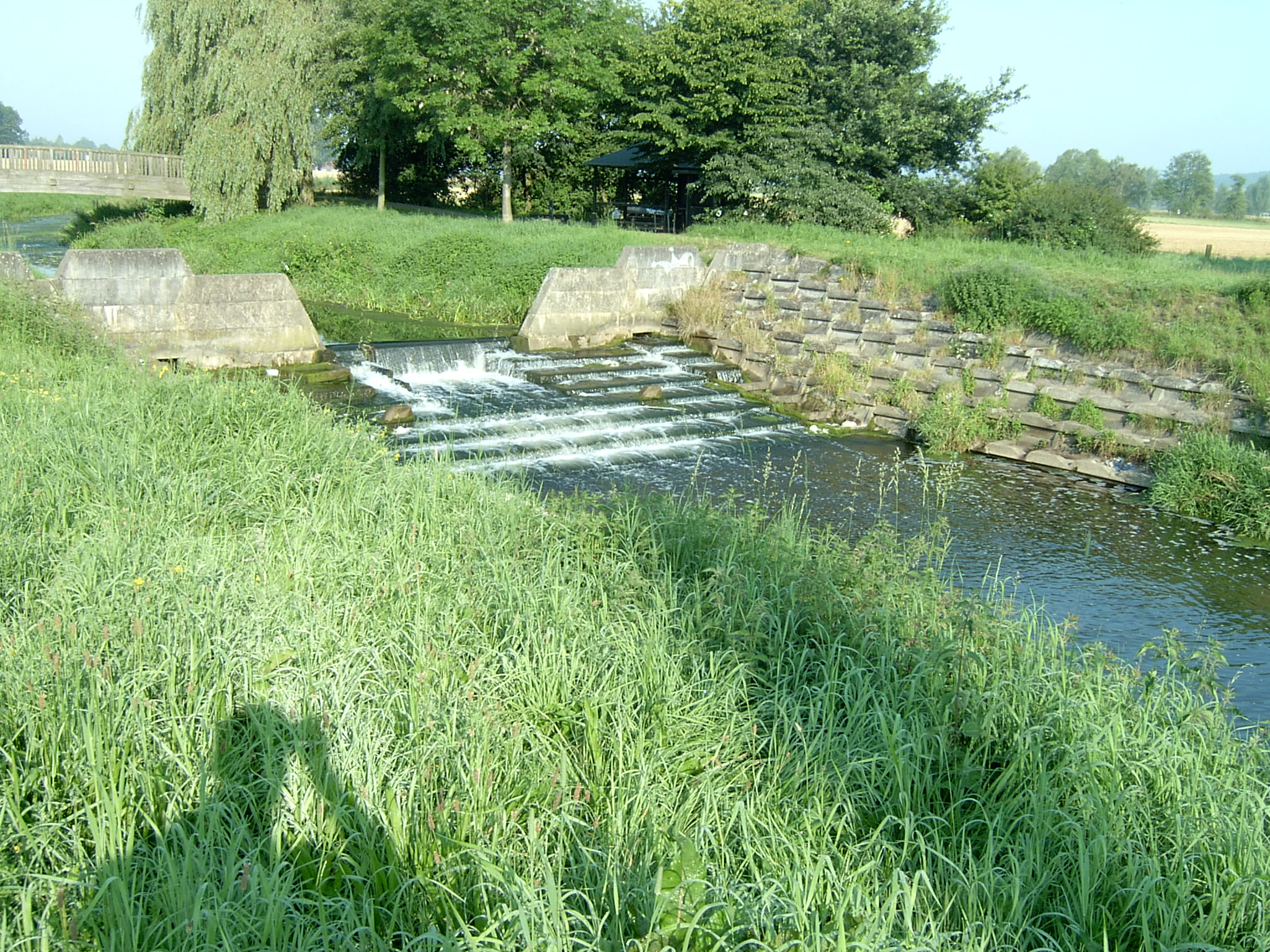
De rivier Else in Bruchmühlen
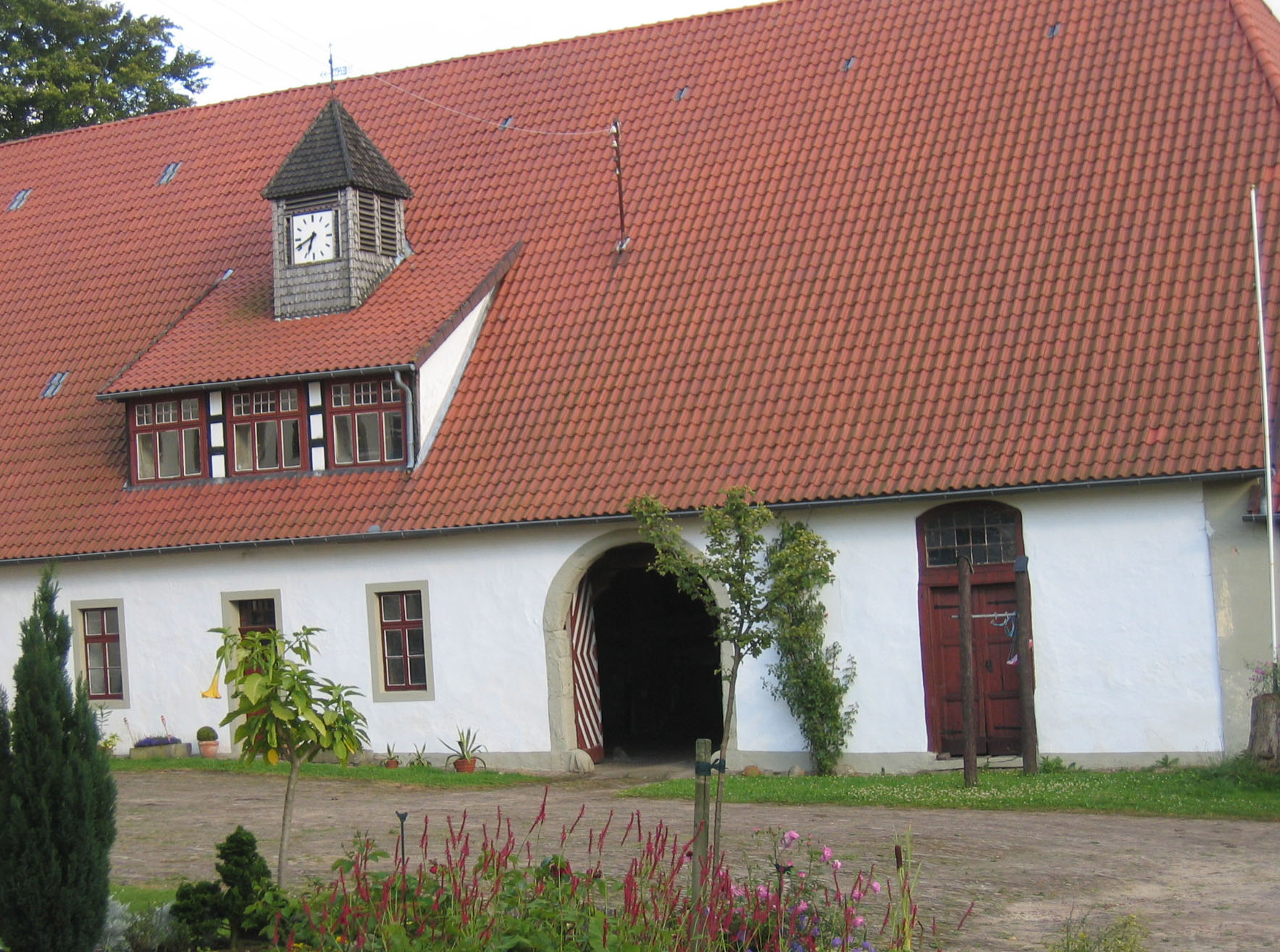
Landgoed Haus Kilver
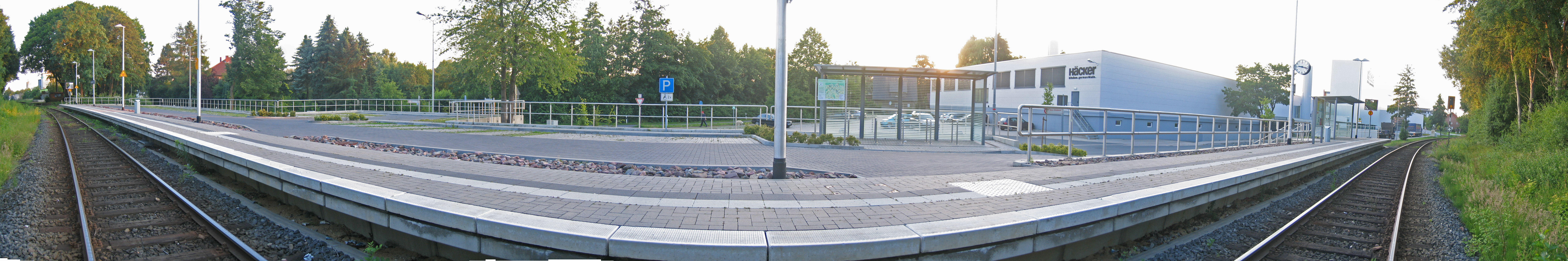
Station Bieren-Rödinghausen
Landgoed Böckel
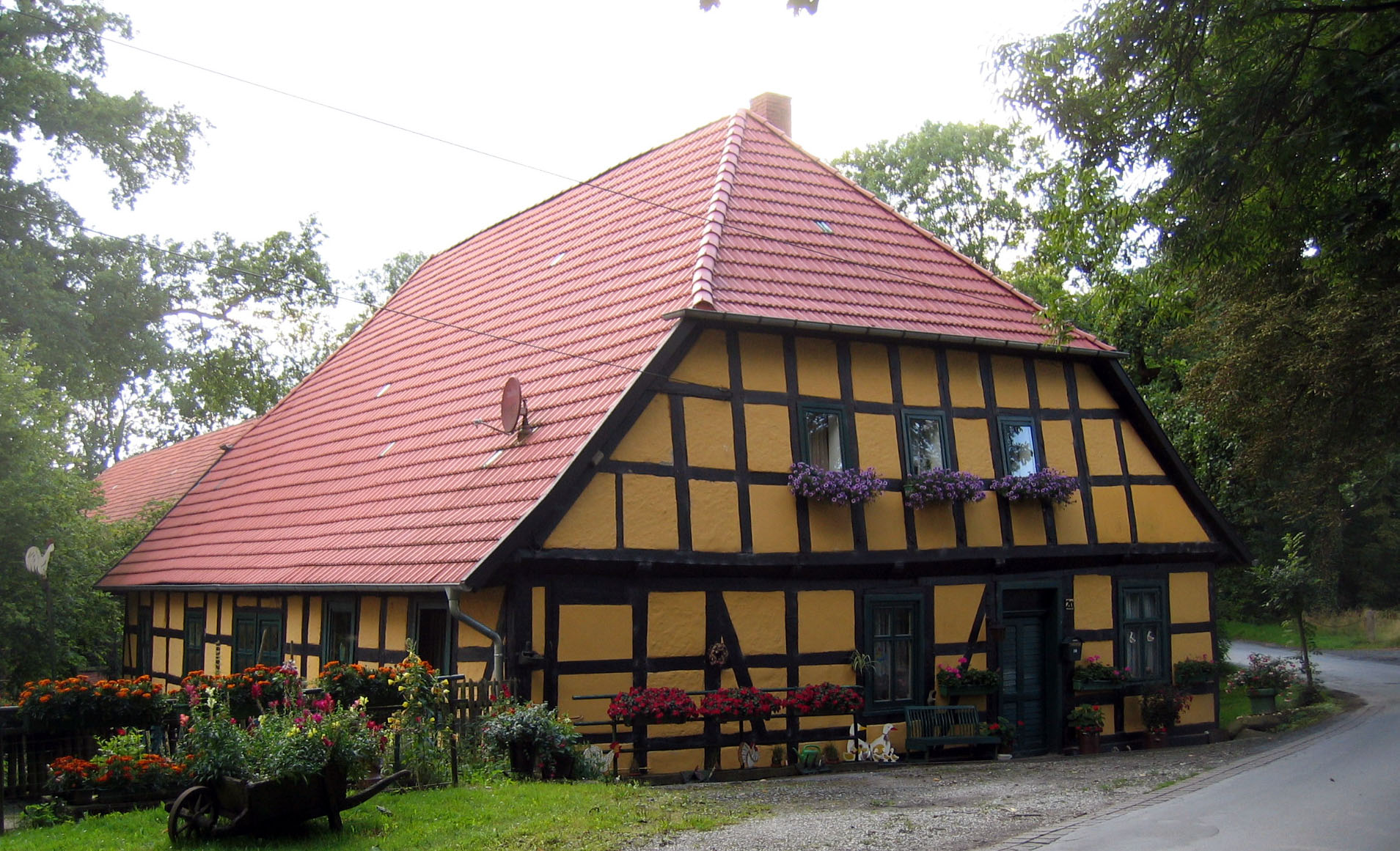
Boerderijtje op landgoed Böckel
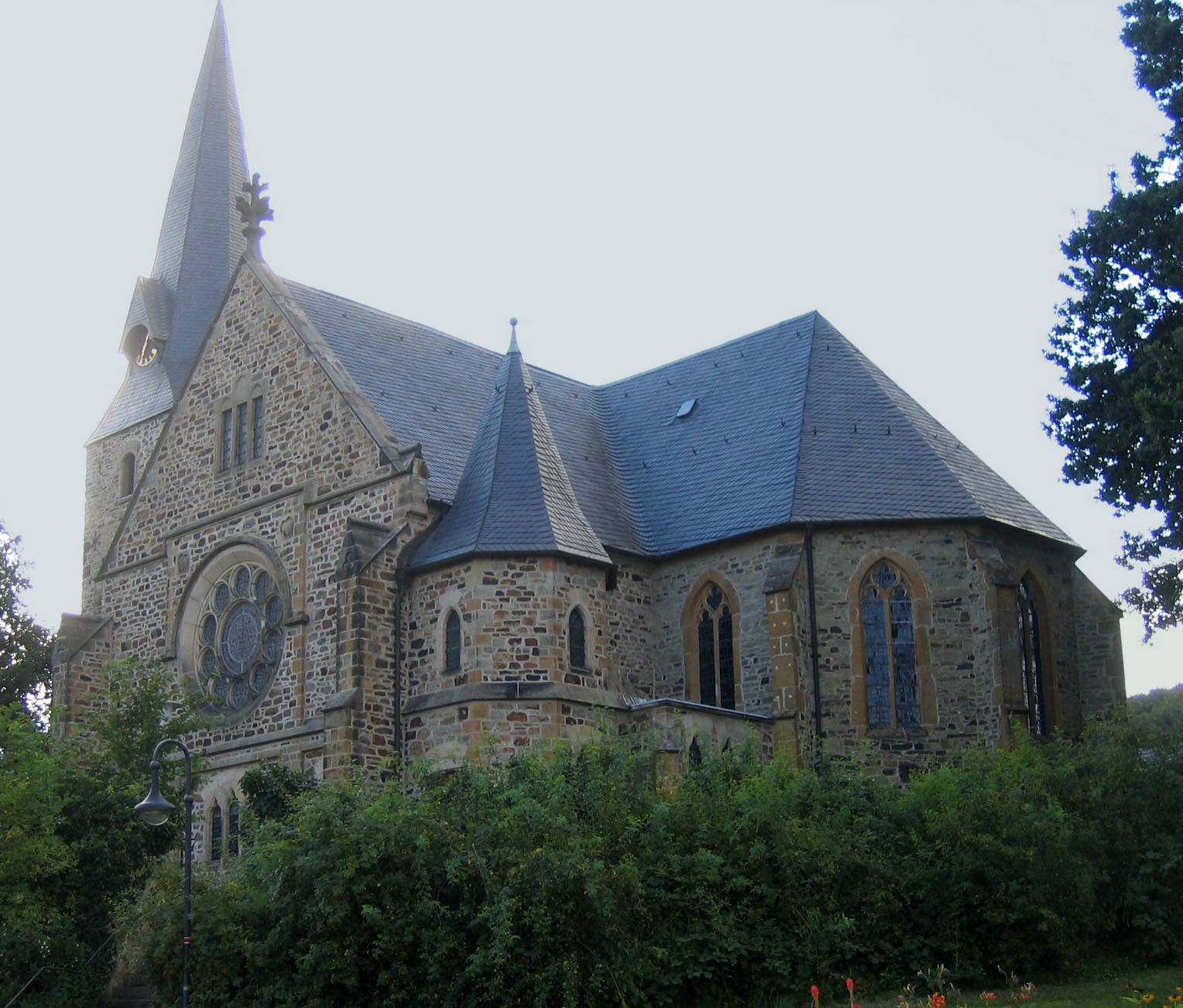
Evang.-lutherse St. Bartholomeüskerk, Rödinghausen (1)
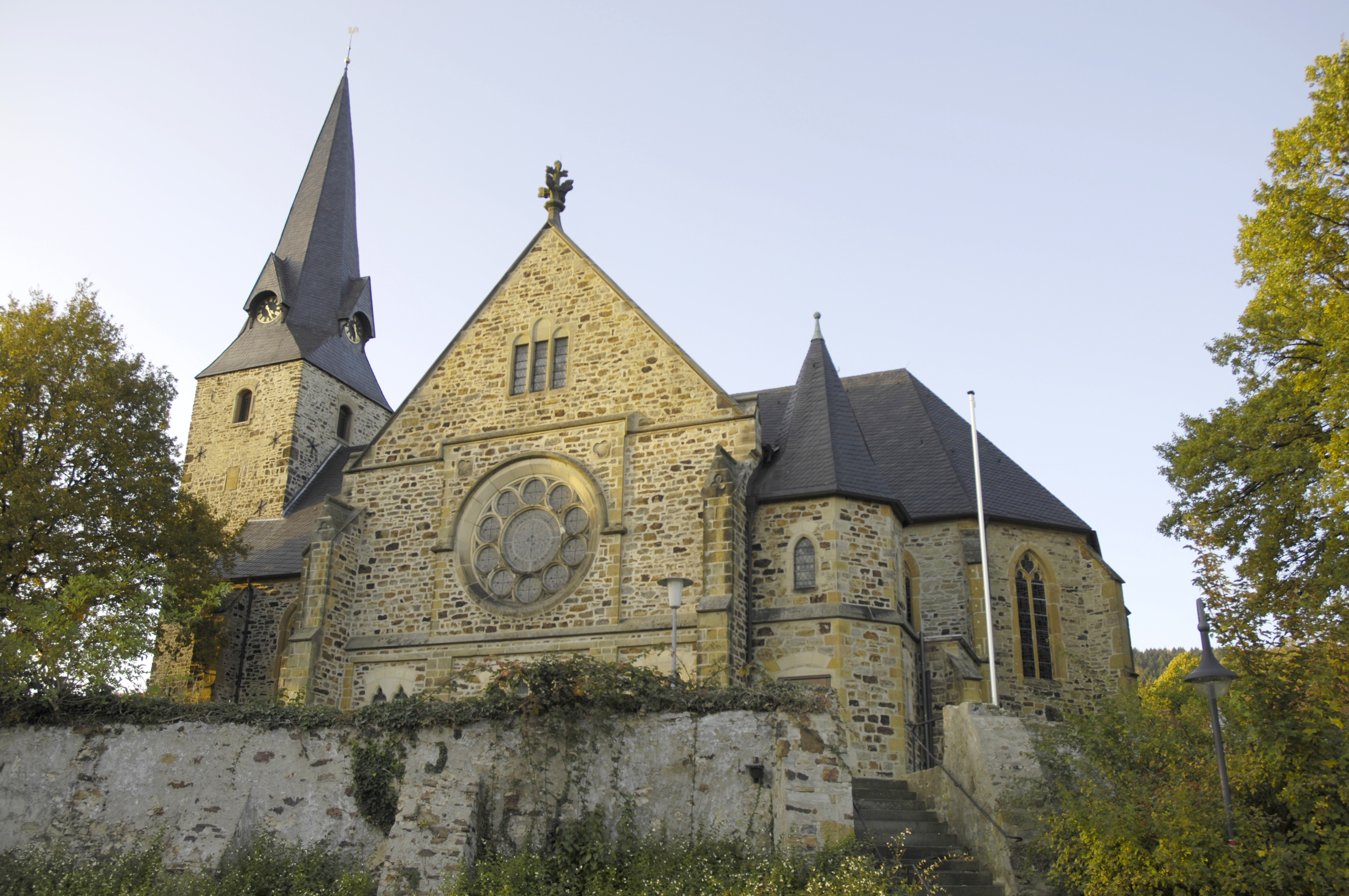
Evang.-lutherse St. Bartholomeüskerk, Rödinghausen (2)
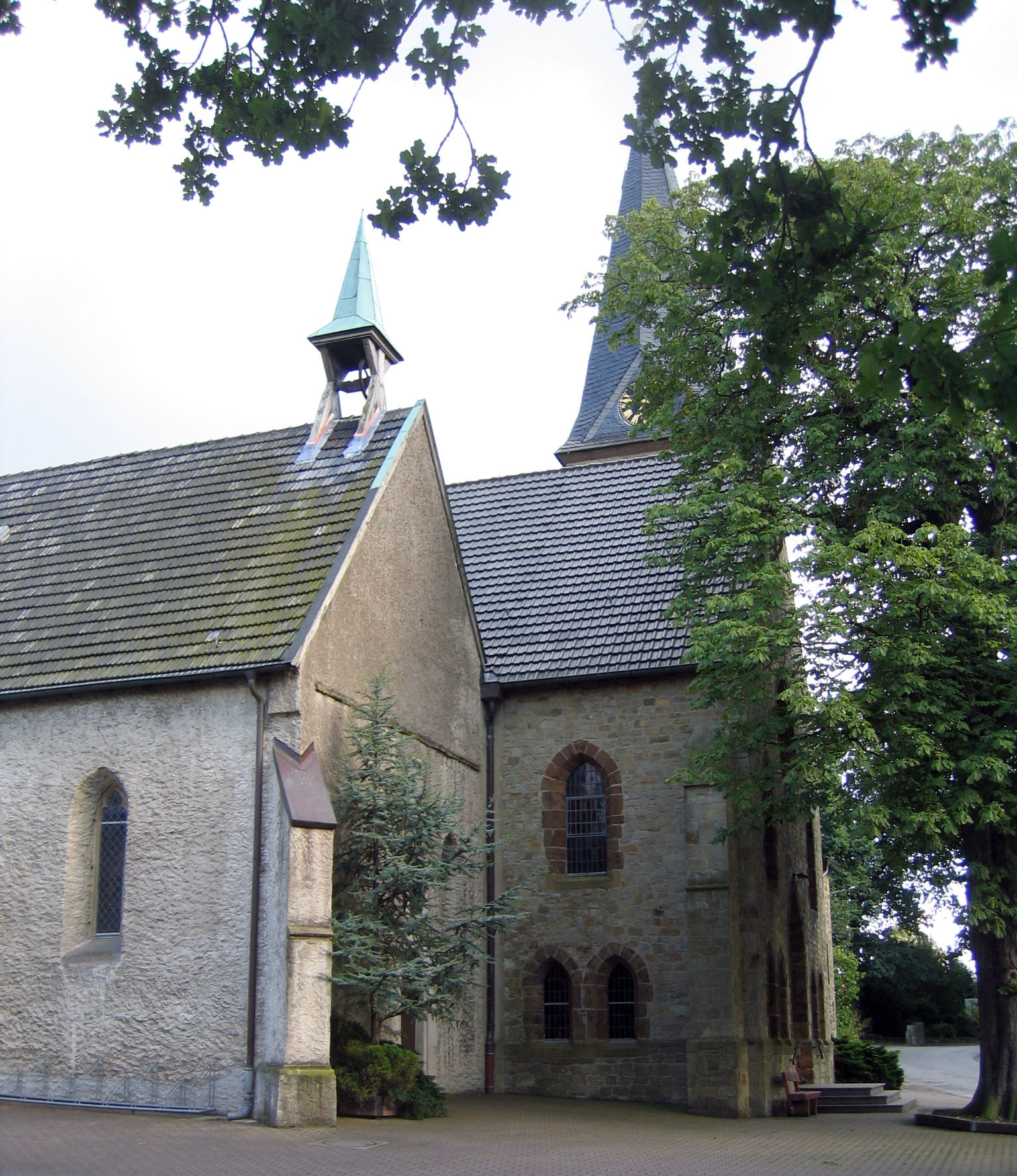
Evang.-lutherse  kerk, Westkilver
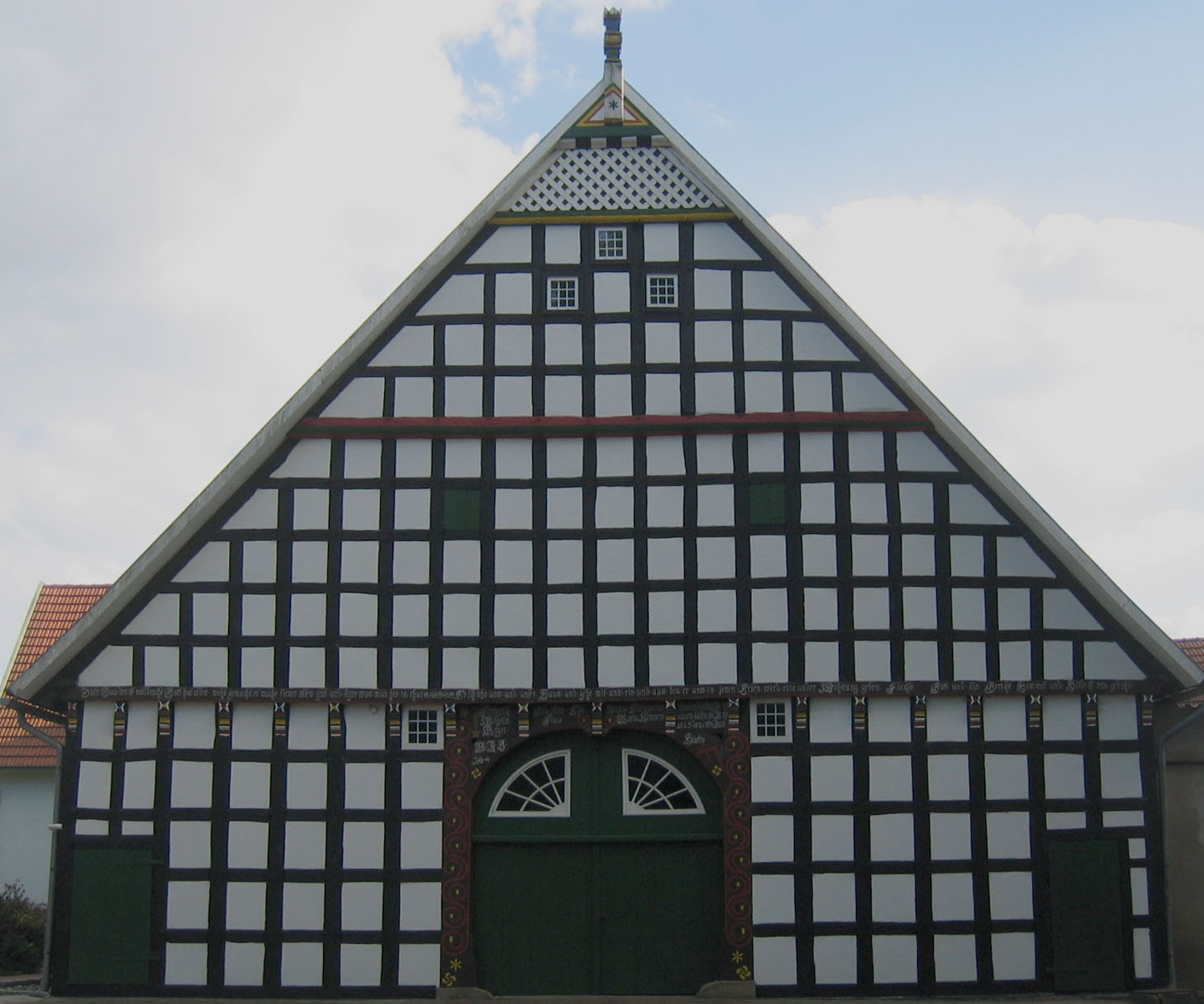
Vakwerkboerderij te Bieren

## Partnergemeentes
Er bestaat een jumelage met:
- Pemberville, Ohio, Verenigde Staten, sedert 1995. In de 19e eeuw vertrokken vele berooide inwoners van Rödinghausen en omstreken naar deze streek in Amerika om daar een nieuw bestaan op te bouwen.

## Belangrijke personen in relatie tot de gemeente
- Hertha Koenig (* 24 oktober 1884 op kasteel Böckel, Bieren; † 12 oktober 1976 ibidem), Duits dichteres en schrijfster; zij onderhield haar leven lang contacten met Duitse prominenten van uiteenlopende politieke opvattingen, niet alleen in de literatuur en filosofie (Martin Heidegger), maar ook in de politiek (Theodor Heuss). Zij schreef een biografie van Rainer Maria Rilke, met wie zij tot Rilke's dood bevriend was geweest (Rilkes Mutter; laatste deel voltooid in 2002). In haar kasteel Böckel organiseerde zij tal van concerten en literaire bijeenkomsten. Deze traditie werd in dit kasteel na haar dood voortgezet. Er bestaat een op kasteel Böckel gevestigde Hertha-Koenig-Gesellschaft, die sedert 2004 ongeveer iedere drie jaar een literatuurprijs (Hertha-Koenig-Literaturpreis) toekent.
- Ingo  Nentwig (* 8 april 1960 in Schwenningdorf; † 30 januari 2016 in Rödinghausen), belangrijk Duits sinoloog en etnoloog; befaamd om zijn onderzoek naar met name sjamanisme en mondelinge overleveringen en verteltradities van verscheidene culturele minderheden[3] in Binnen-Mongolië en elders in de Volksrepubliek China. [4]

## Sport
SV Rödinghausen is de lokale voetbalclub. Zie voor mogelijkheden tot zelf sport bedrijven ook hetgeen hierboven onder Kuurbedrijf is vermeld.